# Erkrath
Erkrath é uma cidade da Alemanha localizada no distrito de Mettmann, região administrativa de Düsseldorf, estado da Renânia do Norte-Vestfália.
Foi em Erkrath, no Vale de Neander (em alemão Neandertal - daí o nome da espécie), que em 1865 foram achados partes de um esqueleto que deram o nome ao homem-de-neandertal.